# Guaranacris specularis
Guaranacris specularis är en insektsart som först beskrevs av Bruner, L. 1906.  Guaranacris specularis ingår i släktet Guaranacris och familjen gräshoppor. Inga underarter finns listade i Catalogue of Life.